# حصة حديقة

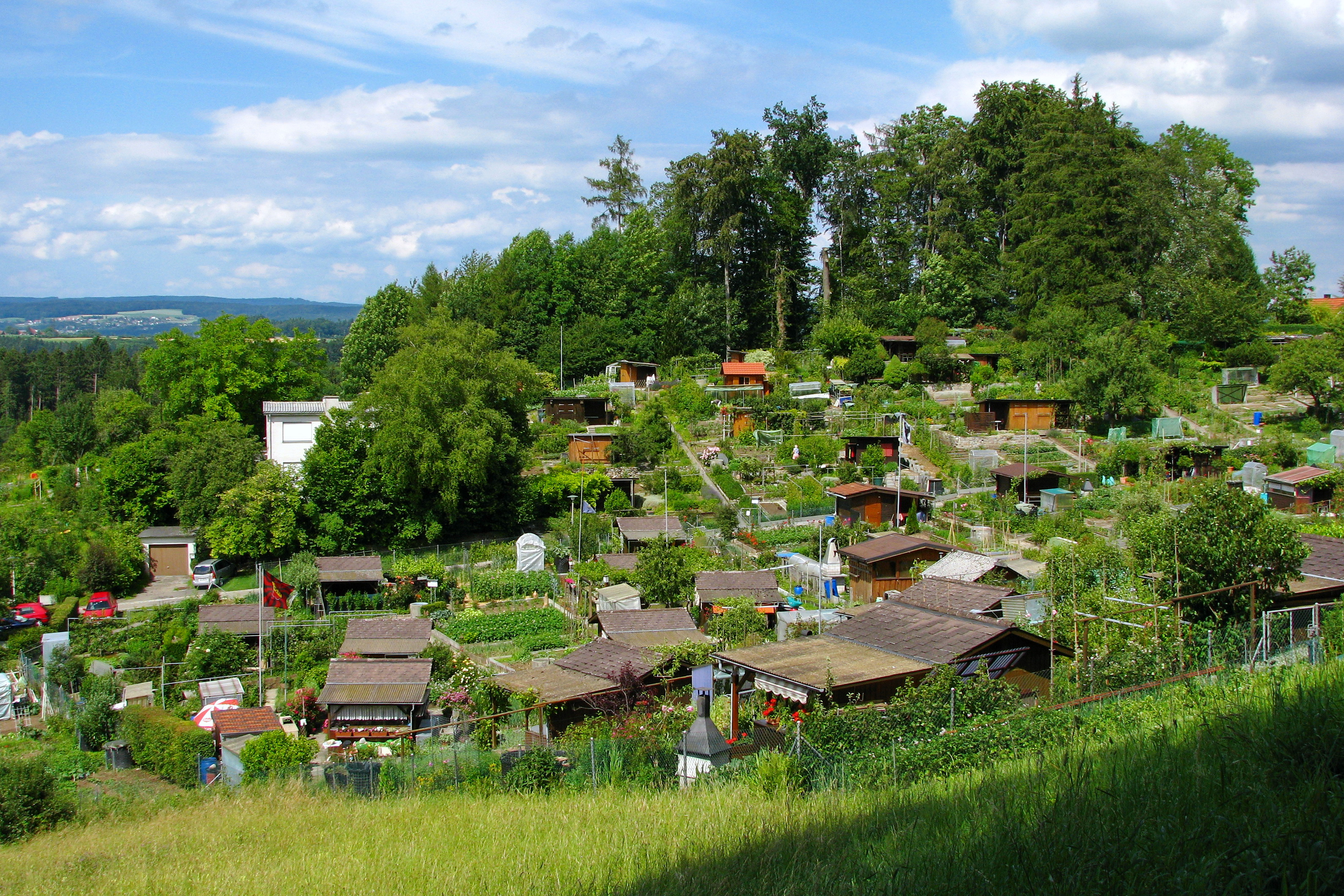
حصص حدائق بالقرب من مدينة كيتزبرج ، زيوريخ، سويسرا.

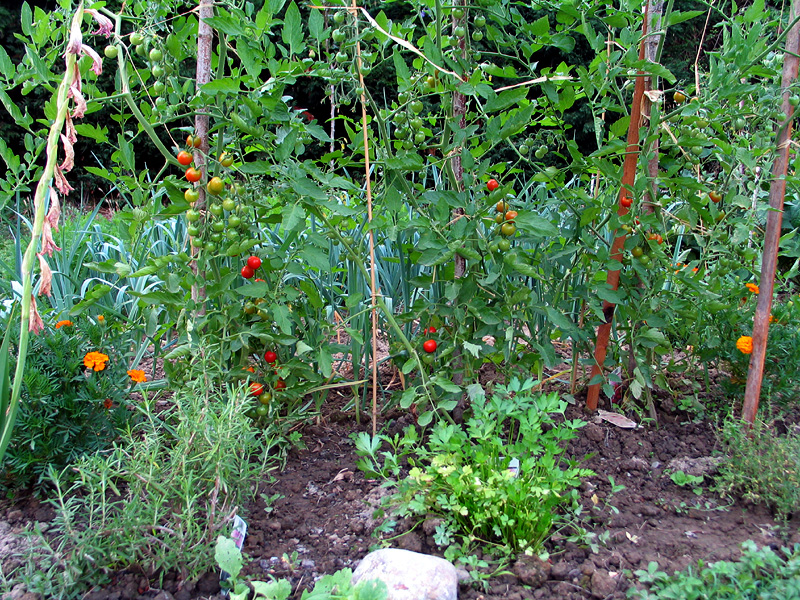
زراعة الطماطم والأعشاب في إحدى حصص الحدائق. ألمانيا.

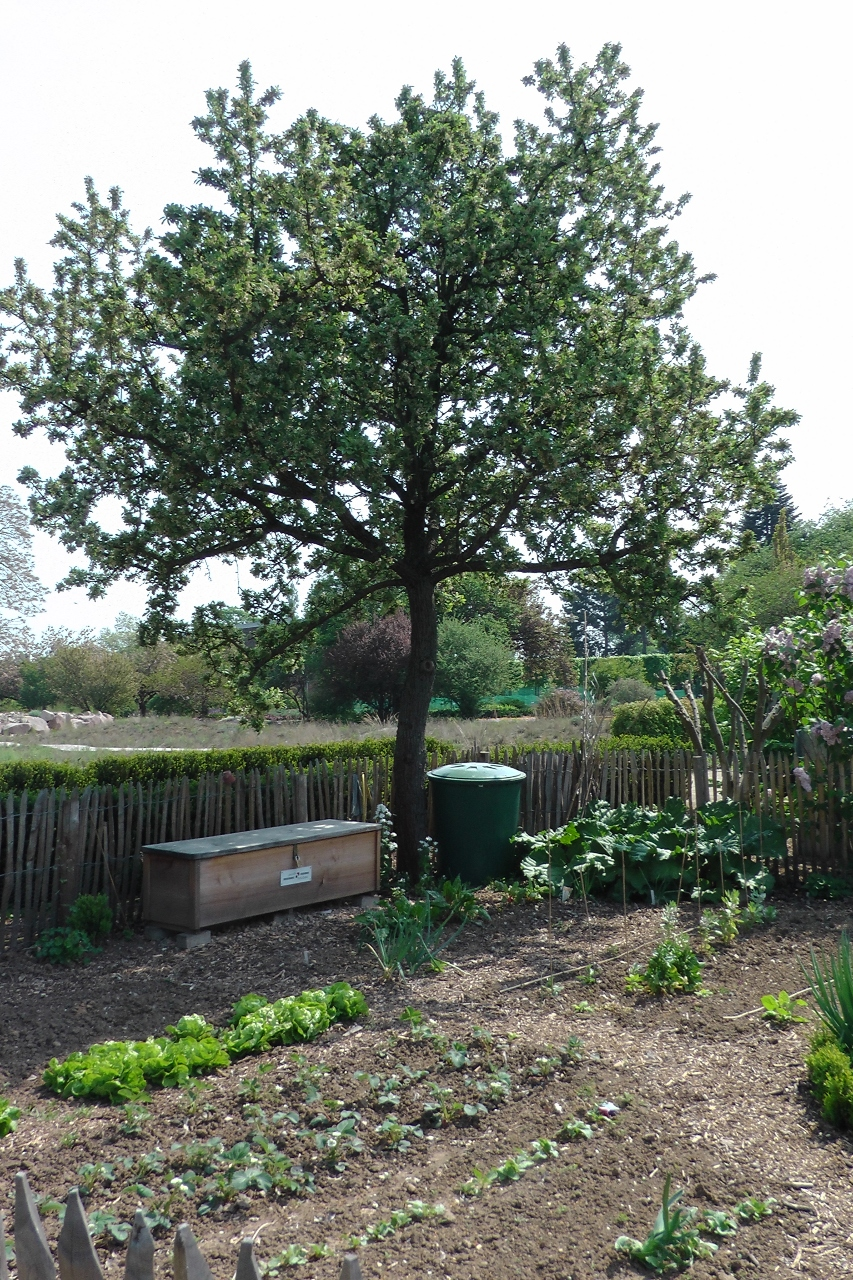
أحد أركان حصة حديقة.

حصة حديقة  (بالإنجليزية: Allotment gardens)‏ تتصف حصص الحدائق بتجمعها في مكان واحد وتشغل عدة أفدنة تخصصها مأمورية المحافظة لتوزيعها بالتأجير على بعض العائلات من السكان . تكثر مثل تلك حصص الحدائق في سويسرا وألمانيا حيث تقوم العائلة المنتفعة بزراعة حصة الحديقة التي استأجرتها. وحصص الحدائق لها غرضين : أن تقضي العائلة فيها وقتا للاستجمام ، كما يمكن للعائلة الاستفادة من مزروعات يقومون بزراعتها بنفسهم ، مثل الأعشاب العطرية أو الخيار والقرنبيط أو الورود والأزهار ولكنها بكميات صغيرة حيث تكون مساحة حصة الحديقة في الغالب نحو 50 متر مربع فقط . وفي بعض المناطق تتراوح مساحتها بين 50 و 400 متر مربع . ولا تكون بغرض السكن فهي تكون في العادة ملحقة بصومعة خشبية صغيرة لا توجد بها كهرباء أو صنبور للمياه ، ولا يوجد صنبور للمياه إلا في الحديقة فقط (أي خارج الصومعة)، بغرض عدم إقامة المالك فيها . فالبيات في الصومعة ممنوع طبقا لتعليمات إدارة تلك الحدائق . والإخلال باتباع النظام يؤدي إلى سحب ترخيص الإيجار.
ويتبع في توزيع تلك الحصص النظام الديموقراطي عن طريق المحافظة حيث يطبق نظام الأولوية. يمكن للراغب في حصة حديقة تسجيل اسمه في المحافظة ، فيضاف إلى قائمة الراغبين . وعندما تخلو حديقة تعرض على من هو في أول القائمة لاستئجارها.

## اقرأ أيضاً
- حي سكني
- صخور اكسترنشتاينه